# Somatidia olliffi
Somatidia olliffi là một loài bọ cánh cứng trong họ Cerambycidae.